# Umi no Misaki
Umi no Misaki (海の御先) és un manga japonès escrit i il·lustrat per Kou Fumizuki. Es serialitza actualment en la publicació bimensual de Hakusensha, Young Animal.

## Història
Nagi Goto es trasllada a una menuda illa japonesa al sud d'Okitsushima, on descobreix que hi ha més en l'illa i en els seus habitants del que en un principi salta a la vista.
L'única creença de l'illa és un déu drac, i les sacerdotesses en la història d'eixe Déu són tres de les seues conegudes a l'illa. Finalment, sembla que Nagi és la reencarnació del Déu Drac, i les tres sacerdotesses començaran a servir-lo a ell.

## Personatges
- Nagi Goto - protagonista, Drac Roig Reencarnat.
- Soyogi Mitsurugi - protagonista femenina, "Donadora de la protecció", serventa del vent.
- Karin Nagumo - protagonista femenina, "Donadora de la Prosperitat", serventa del foc.
- Narumi Shizuku - protagonista femenina, "Donadora de la benedicció", serventa del mar.
- Rinne Nagumo - La jove germana de Karin.
- Kisaragi - La professora d'institut de l'escola local.